# Hernando Avilés
Herminio Avilés Negrón, conosciuto artisticamente come Hernando Avilés, (San Juan (Puerto Rico), 1º febbraio 1914 – Città del Messico, 26 luglio 1986), è stato un cantante, musicista e compositore portoricano.

## Biografia
All'inizio della sua carriera faceva parte dei trii Los Antillanos (1932-34), Los Gauchos (1934-37) e Las Tres Guitarras (1940-1941). Negli anni 1941-42 formò un duetto, chiamato Dueto Azteca, con il cantante messicano Sotero San Miguel. Tra il 1942 e il 1944 ha cantato come solista per diverse orchestre.
La sua fama principale è dovuta all'essere, insieme ad Alfredo Gil e Chucho Navarro, uno dei membri fondatori di Los Panchos, dove fu prima voce (1944-51), ritornando brevemente a far parte del trio nel periodo 1957-58. La sua voce caratteristica da controtenore rendeva il suono del trio molto particolare e da quel periodo vengono alcune delle sue migliori registrazioni. Quando lasciò Los Panchos per la prima volta, formò il Quartetto Avilés (1952-57). Più tardi fu la prima voce di un altro famoso trio, Los Tres Reyes (1958-1966). Si ritirò nel 1966 per dedicarsi ai suoi affari.